# BunnyRap
BunnyRap（バニーラップ）は、橋本紗樹が運営するアイドルカンパニーうさぎやのメイン女性アイドルグループである。現在再編成に向け充電期間中でサブグループのWildBunny（ワイルドバニー）とBunnyJam（バニージャム）が活動中。

## 概要
リーダー橋本紗樹の以前所属していたぴゅあまる☆くらうんの結成母体である怪傑!トロピカル丸の楽曲に『Baby,Let's Go!』があり、この曲が似合うグループを目指して4名で2015年に結成した。2016年7月12日、渋谷CLUB QUATTROにてデビュー。東京を中心に活動する。
途中メンバーの卒業、脱退、再加入、リーダーの長期療養などがあったが最終的にはオリジナルメンバーである橋本紗樹、青木萌恵、岩井彩香が残り３人体制の安定期に入るも学生メンバーの卒業等により活動困難と判断したためこの体制での活動を2019年1月20日、渋谷RUIDO K2のライブにて一時休止として充電期間に入った。
BunnyRapは元々うさぎやブランドで活動していたが、BunnyRapの充電を機にうさぎやをカンパニーに昇格。リーダー橋本紗樹はCEOに就任し、２つの新グループWildBunnyとBunnyJamを立ち上げ運営に回った。最終的にはこの２グループを融合させ新生BunnyRapを再稼働させる目標を掲げている。
うさぎやが展開するグループ名にはうさぎにちなんでBunnyが必ず入っていることからグループを総称する愛称をバニーと呼んでいる。
| 1 | Baby,Let's Go!   | 怪傑!トロピカル丸カバー曲 |
| 2 | Start In My Life | BunnyRapオリジナル曲      |
| 3 | HELLO HELLO      | BunnyRapオリジナル曲      |

## メンバー
| 氏名                        | 生年月日（年齢）      | 出身地 | 愛称     | カラー | 所属事務所（当時） | プロフィール・備考                               |
| --------------------------- | --------------------- | ------ | -------- | ------ | ------------------ | ------------------------------------------------ |
| 橋本紗樹 （はしもとさき）   | 1996年7月12日（28歳） | 千葉県 | さたん   | Red    | allure             | 元ぴゅあまる☆くらうん 元asfi                     |
| 青木萌恵 （あおきもえ）     | 1998年2月11日（27歳） | 埼玉県 | もえ     | Blue   | allure             | 2019.1.20卒業                                    |
| 岩井彩香 （いわいさやか）   | 2000年9月18日（24歳） | 東京都 | さやちん | Green  | allure             | 2017.5.13卒業(1回目) 2019.1.20卒業(2回目)        |
| 矢倉梨々香 （やぐらりりか） | 当時15歳              |        |          |        | Fuzea              | 一方的な活動辞退発言により 2017年9月末解雇(クビ) |
| 日高水琴 （ひだかみずき）   | 当時15歳              |        |          |        | Fuzea              | 無断現場放棄により 2017年9月末解雇(クビ)         |

## スタッフ
- 山中ゆき：怪傑!トロピカル丸卒業メンバーであり、Carat☆Overとして不定期活動中。オリジナル曲の振り付けを担当。
- 佐薹一雪：作曲・編曲家。アイドリング!!!、怪傑!トロピカル丸に楽曲提供歴あり。

## 略歴
2016年
- 07月12日：渋谷CLUB QUATTROの対バンライブ『天使かよ！Supported by MEETIA』でデビュー[1][2]。
- 07月30日：吉祥寺CLUB SEATAにて2回目のライブ[3]。『Here we go!?』をお披露目した。